# Bussy-lès-Poix
Bussy-lès-Poix település Franciaországban, Somme megyében. Lakosainak száma 92 fő (2022. január 1.). Bussy-lès-Poix Courcelles-sous-Moyencourt, Croixrault, Fresnoy-au-Val, Fricamps, Moyencourt-lès-Poix és Saint-Aubin-Montenoy községekkel határos.

## Népesség
A település népességének változása:
| Lakosok száma | 94   | 98   | 101  | 101  | 99   | 96   | 94   | 92   | 92   |
|               | 2013 | 2015 | 2016 | 2017 | 2018 | 2019 | 2020 | 2021 | 2022 |